# The Chessmaster 4000 Turbo
The Chessmaster 4000 Turbo, su schermo anche solo Chessmaster 4000 Turbo, è un videogioco di scacchi pubblicato nel 1993 per Windows 3.1 dalla The Software Toolworks e nel 1995 per Windows 95 dalla Mindscape.
È il quinto titolo della longeva serie di Chessmaster. Fu seguito da The Chessmaster 3-D per console, mentre il seguito per computer che continuò la numerazione è The Chessmaster 5000 (1996).
Introdusse nella serie il gioco online, via modem o LAN.